# 1841 в Україні

## Особи

### Народились
- 2 січня, Михальчук Костянтин Петрович (1841—1914) — український мовознавець та етнограф, член Київської Старої Громади, дійсний член НТШ у Львові, Українського Наукового Товариства у Києві, Історичного Товариства Нестора-Літописця.
- 2 січня, Рильський Тадей Розеславович (1841—1902) — український громадський і культурний діяч, етнограф, економіст, «хлопоман».
- 7 січня, Крушельницький Амвросій Васильович (1841—1902) — український греко-католицький священик, громадський діяч, хоровий диригент.
- 28 січня, Керовпе Кушнерян (1841—1891) — вірменський церковний і культурно-освітній діяч, історик, перекладач.
- 15 лютого, Раєвський Михайло Миколайович (1841—1893) — російський генерал, президент Імператорського російського товариства садівництва.
- 29 березня, Вольвач Марія Степанівна (1841 — близько 1910) — українська поетеса, письменниця, громадсько-культурна діячка.
- 4 квітня, Левицький Анатоль (1841—1899) — польський історик, педагог українського походження.
- 16 квітня, Алчевська Христина Данилівна (1841—1920) — український педагог, організатор народної освіти.
- 18 квітня, Будкевич Йосип-Казимир Костянтинович (1841—1895) — український живописець, рисувальник та педагог.
- 30 травня, Абаза Костянтин Костянтинович (1841—1905) — російський військовий історик, письменник і педагог.
- 10 червня, Константинович Митрофан Олександрович (1841—1897) — український громадський діяч, археолог. Статський радник.
- 18 вересня, Драгоманов Михайло Петрович (1841—1895) — український публіцист, історик, філософ, економіст, літературознавець, фольклорист, громадський діяч, засновник українського соціалізму.
- 27 вересня, Дідушицький Тадеуш (1841—1918) — польський граф українського походження, політичний діяч.
- 10 листопада, Долгоруков Олександр Сергійович (1841—1912) — князь, дипломат і державний діяч Російської імперії, обер-гофмаршал, член Державної Ради.
- 10 листопада, Станіслав Цюхцінський (1841—1912) — галицький громадський діяч, президент Львова та посол до Галицького сейму.
- 16 листопада, Малама Яків Дмитрович (1841—1913) — генерал від кавалерії, наказний отаман Кубанського козацького війська, командувач військами Кавказького військового округу.
- 21 грудня, Іконников Володимир Степанович (1841—1923) — український історик та педагог, професор, у 1877—1880 та у 1883—1887 роках — декан історико-філологічного факультету Київського імператорського університету Св. Володимира.
- 22 грудня, Володимир (Репта) (1841—1926) — церковний діяч, митрополит Буковини і Далмації, педагог, ректор Чернівецького університету.
- Ковалевський Микола Васильович (1841—1897) — український громадський діяч, член Старої громади.
- Коробкін Михайло Петрович (1841—1916) — хірург. Уперше у Російській імперії виконав операцію — пневмотомію.
- Павлин Свенціцький (1841—1876) — український письменник польського походження, поет, перекладач, редактор, громадський діяч, педагог, журналіст.
- Павлов Петро Петрович (1841 — після 1914) — депутат другої Державної Думи (з 20 лютого по 3 червня 1907 року).
- Паховський Петро Федорович (1841—1891) — священик та педагог.
- Шкларевич Петро Данилович (1841 — після 1917) — російський офіцер та громадський діяч, член II Державної думи від Полтавської губернії, член Державної Ради Російської імперії з виборів.

### Померли
- 7 березня, Вольховський Володимир Дмитрович (1798—1841) — декабрист, військовик, генерал-майор Генштабу (1831).
- 13 квітня, Франц Бабель де Фронсберґ (1773—1841) — професор, керівник кафедри патології і терапії (1808—1841), ректор Львівського університету в 1814—1815 і 1839—1840 роках. Доктор медицини.
- 22 квітня, Євгеній (Добротворський) (1800—1841) — єпископ Російської православної церкви, єпископ Вінницький, вікарій Подільської єпархії, духовний письменник.
- Ількевич Григорій Степанович (1803—1841) — український фольклорист, етнограф і педагог.
- Киселівський Григорій Іванович (1776—1841) — останній київський війт у 1826—1834 роках, купець 1-ї гільдії, надвірний радник, бургомістр.

## Засновані, створені
- Медичний факультет Київського імператорського університету Святого Володимира
- Національний медичний університет імені О. О. Богомольця
- Собор святого Миколая Чудотворця (Луганськ)
- Троїцька церква (Головне)
- Церква Різдва Богородиці (Кодня)
- Церква Святих Якима і Анни (Смодна)
- Бобринецька школа №5
- Молодійська ЗОШ
- Північна вежа (Києво-Печерська лавра)
- Цукровий завод (Низи)
- Пам'ятник мамонтові (Кулішівка)
- Юрівка (Козятинський район)

## Видання, твори
- Ластівка (альманах)
- Сніп (альманах)
- Галицькі приповідки і загадки
- Знахар (Шевченко, олівець, туш)
- Католицький чернець (Шевченко)
- Циганка-ворожка (Шевченко)